# Piramide van Senoeseret III
De piramide van Senoeseret III werd gebouwd tijdens de regering van Senoeseret III. 

## Over de piramide
De restanten hebben een hoogte van 30 meter. Oorspronkelijk was de piramide 105 meter breed, 78,5 meter hoog, een hoek van 67° 18° graden en een totale volume van ongeveer 288.000 kubieke meter. De piramide werd gebouwd uit een kern van modder en bakstenen, het werd bedekt met kalksteen, de grafkamer werd bekleed met graniet en werd bedekt met kalksteen uit Toera. Boven de gewelfde grafkamer was een tweede kamer die werd overdekt met 5 paar van kalksteen gemaakte balken met een massa van 30 ton. Boven dit was een derde kleistenen kluis. Echter was de piramide niet zo sterk gebouwd. De ingang bevindt zich niet in het noorden maar in het westen. De piramide was omgeven door muren. 
De piramide was niet het enige bouwwerk in het tempelcomplex maar er zijn ook nog diverse andere bouwwerken teruggevonden:
- Een kleine dodentempel
- Zeven kleinere piramiden
- Een zuidelijke tempel die inmiddels is vernietigd.

Het piramidecomplex omvatte een kleine dodentempel en zeven kleinere piramides voor zijn koninginnen. Er is ook een ondergrondse galerij met graftombes voor koninklijke vrouwen. Hier werden de schatten van Sithathor en koningin Mereret gevonden.

## Galerij

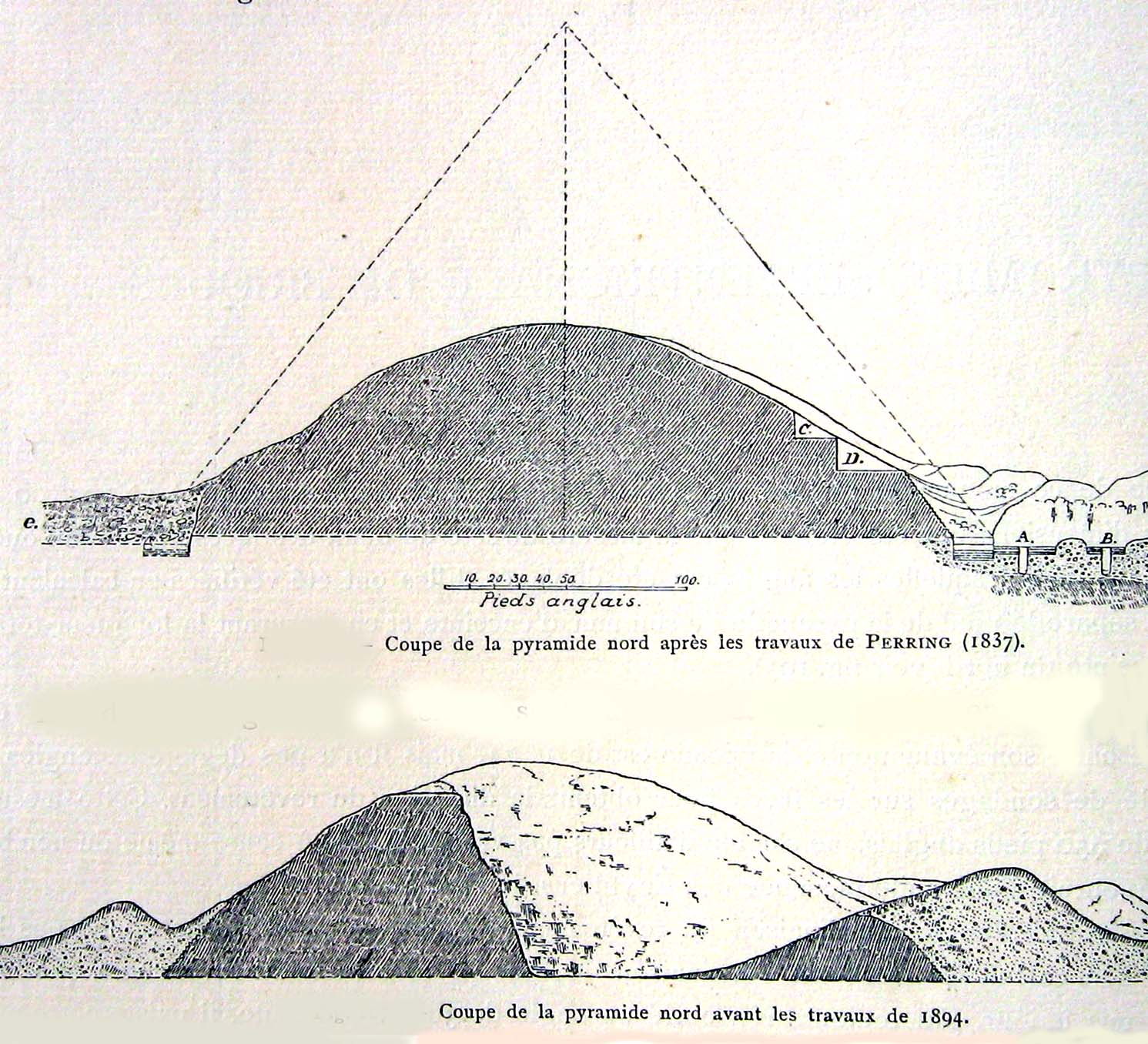
Verhouding huidige piramide met oorspronkelijke piramide.
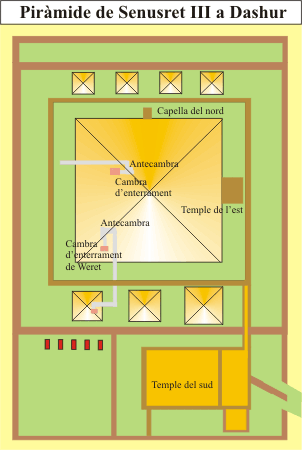
Tempelcomplex van Senoeseret III
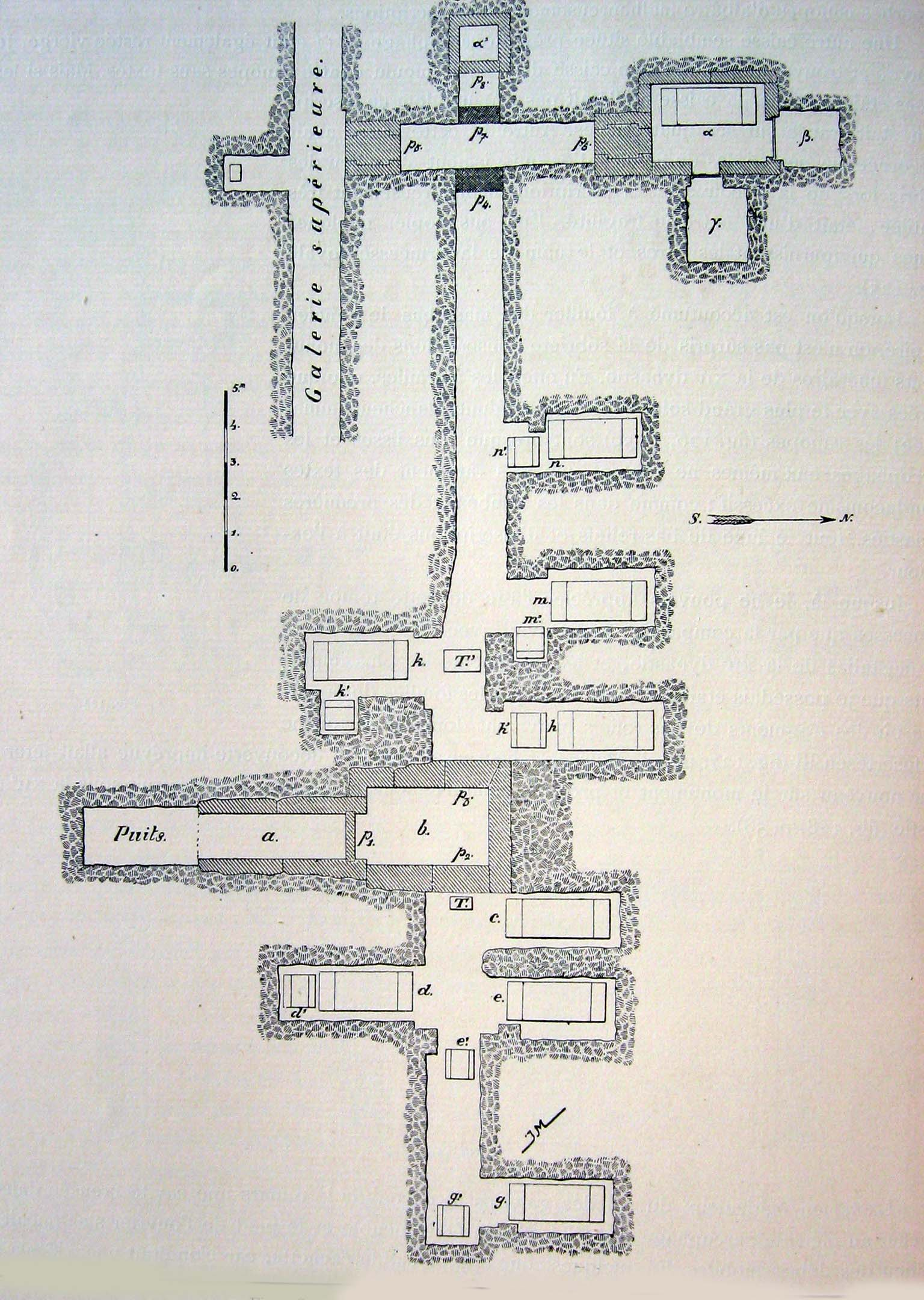
Galerijen